# Ucieczka na Górę Czarownic (film 1975)
Ucieczka na Górę Czarownic (ang. Escape to Witch Mountain) – amerykański film fantastyczny, na podstawie powieści Alexandra Keya, "Ucieczka na Górę Czarownic".
Historia rodzeństwa, Tonego i Tii Malone, którzy za sprawą niezwykłych mocy, jakie posiadają, stają się łakomym kąskiem dla miejscowego biznesmena. Gdy dzieci odkrywają przyczynę ich niespodziewanej adopcji, postanawiają uciec. Za nimi rusza armia policjantów i lokalnych mieszkańców, zmotywowanych cenną nagrodą.
W Polsce, film kilkakrotnie emitowała w latach 80. Telewizja Polska, a latem 2009 ukazał się (wraz z częścią drugą) na płytach DVD, w polskiej wersji językowej.

## Obsada
- Tia Malone : Kim Richards, Kyle Richards (wersja z wczesnego dzieciństwa, nazwisko nie pojawia się w czołówce)
- Tony Malone : Ike Eisenmann
- Jason O'Day : Eddie Albert
- Aristotle Bolt : Ray Milland
- Lucas Deranian : Donald Pleasence
- wujek Bené : Denver Pyle
- i inni.

## Kontynuacje i remaki
- Powrót z Góry Czarownic (1978)
- Beyond Witch Mountain (1982)
- Ucieczka na Górę Czarownic (film 1995)
- The Blair Witch Mountain Project (2002)
- Góra Czarownic (2009)